# Синестезія (стилістична фігура)
Синестезія (грец. synaesthesis — одночасне відчуття) — стилістична фігура, поєднання в одному тропі різних, іноді далеких асоціацій. Випливає із природної властивості людини переживати водночас враження, одержані від кількох органів чуття, що приводить до синтезу кількох відчуттів.
Найяскравіше синестезія проявилася у ліриці раннього П. Тичини — поета, схильного до «кольорового слуху» та «слухового кольору», здатного сприймати, скажімо, квінту як жовту густу барву тощо. Синтетичне взаємозумовлення цих чинників приводило до витворення одночасної «мальовничої музичності» як чільної ознаки «кларнетизму»: «За частоколом — / Зелений гімн»; «Мов золото-поколото, / Горить-тремтить ріка, / Як музика» тощо.

Ще одним яскравим прикладом є "Голосівки" Артюра Рембо:
А чорне, біле Е, червоне І, зелене
У, синє О, — про вас я нині б розповів:
А — чорний мух корсет, довкола смітників
Кружляння їх прудке, дзижчання тороплене;
Е — шатра в білій млі, списи льодовиків,
Ранкових випарів тремтіння незбагненне;
І — пурпур, крові струм, прекрасних уст шалене,
Сп'яніле каяття або нестримний гнів;
У — жмури на морях божественно-глибокі,
І спокій пасовищ, і зморщок мудрий спокій —
Печать присвячених алхімії ночей;
О — неземна Сурма, де скрито скрегіт гострий,
Мовчання Янголів, Світів безмовний простір,
Омега, блиск його фіалкових Очей.